# Бугийский язык
Бугийский язык (самоназвание Basa Ugi) — язык бугисов, распространённый в южной части острова Сулавеси, Индонезия, а также среди разрозненных групп бугийцев на Малайском архипелаге. Число носителей — ок. 4 млн. Название «бугийский» происходит от малайского названия этого народа, Bugis. Язык использует традиционную письменность лонтара, попытки латинизации (по образцу прочих языков Индонезии) начались относительно недавно.
Древнейший памятник — огромный цикл эпических поэм «Ла Галиго» (XV век, древнейшие сохранившиеся списки — XVIII век).
Самоназвание бугисов (буги) — ugi, wugi, диалектное — ogi, tougi (to — артикль). Самоназвание языка — basa wugi (basa tougi). По-индонезийски это же — orang Bugis, basa Bugis. Значение исходного корня — «человек».

## Лингвистическая типология
Бугийский язык является языком эргативного строя. По происхождению тесно связан с языками западной части Малайского архипелага — яванским, мадурским и сунданским. Буги (бугийцы) имеют ряд общих слов с данными языками. Эти языки составляют южно-сулавесийскую группу гесперонезийского сцепления австронезийских языков.

## Географическое распространение
Бугийский язык распространен в юго-западной части п-ова Сулавеси, кроме самого крайнего юго-запада (это — зона макассаров). В остальных районах язык распространен очагами, анклавами, где буги живут среди других народов. Они живут также и на соседних островах Индонезии, на Калимантане, в Малайзии и Сингапуре. Буги — крупнейшая этническая общность Сулавеси, их численность составляет около 4 млн чел. (для сравнения — в 1965 г. — 2 млн. 93 тыс.).
Бугийский язык служит разговорным языком среди бугов, однако им пользуются представители и других народов. Используется в быту. О диалектных различиях известно мало.

## Письменность
Традиционно для бугийского языка используется письмо лонтара. Этим письмом до XIX в. пользовались и другие народы. Лонтара — слоговое письмо, восходящее к древнеиндийским алфавитам брахмиикави. В настоящее время происходит процесс вытеснения традиционной письменности латинским алфавитом. Латиница заимствована у малайцев.

## Традиционная бугийская литература
Существует богатая традиционная литература на бугийском языке. Она занимает одно из первых мест в Индонезии. Время возникновения литературы у бугов установить затруднительно. Известные произведения — дневник князя Боне и кодекс бугийского морского права («Законы Аммана Гаппа»), героическая поэма «Мемрурана», «Трубадур его величества Длинноволосого», записанные в XVII веке. Внимания заслуживает легенда «Ла Галиго», жизнеописание одного из аристократических родов.
У бугов сложились национальные жанры:
- толл — эпическая поэма, 10 и более страниц;
- элонг или эломпуг (=элонг бугийский) — фольклорный жанр лирической поэзии, как устный, как и письменный, главным образом на любовную тему;
- сену сенурэнг — более развёрнутое, чем лаконичный элонг, стихотворение;
- атто риолонг — хронология;
- сурэ-биланг — дневник.

## Изучение бугийского языка
В XIX в. изучением бугийского языка начал заниматься голландский миссионер Б. Ф. Маттес. До Маттеса в Европе был издан англо-бугийско-малайский словарик Дж. Томсена, 1833 г. Его труды до сих пор остаются основными источниками сведений как о бугийском языке, так и о макассарском. Бугийско-голландский словарь Маттеса объёмом в 1000 стр. вышел в 1874 г., «Бугийская грамматика», его же, — в 1875. Затем в течение полувека этим вопросом никто не занимался, и только в 1930-х годах появились работы Р. А. Керна, А. А. Сензе, Я. Нордёйна, Р. Брандтштеттера. В России плодотворно изучением бугийского языка и бугийской литературы занимался Юло Сирк.

## Лингвистическая характеристика

### Местоимения
Личные местоимения:
- ia' — я
- ikeng, idikeng — мы
- idi — Вы
- ia — он, она, оно

Большую роль в языке играют энклитики:
ama-kku — мой отец, lopi-nna — его корабль.
Энклитики:
- -u,-ku -я, мой
- -ki -мы, наш, эксклюз.
- -ta -мы, инклюзив.
- -ki,-ta -Вы, Ваш
- -mu,-na -ты, вы.

Этому ряду энклитик соответствует другой, с теми же значениями:
-kku, -mmeng, -tta, -kki, -mmu, -nna, -a, -wa, -ka, -kkeng,
-wi, -i, -o, -ko.
Указательные местоимения имеют форму энклитик:
teddong-e-we — этот буйвол, teddong-r-ro — тот буйвол.
Вопросительные, неопределенные и прочие местоимения:
niga, iga — кто, aga — что, nigare — кто-то, niganiga, niginigi — кто бы ни, agaaga, agare, baraaga — нечто, что-то, kegakega — какой-то, makkuanna, makottu — так, такой, pakkuann, pakottu — как, какой;
siko — столько? siaga — сколько? siagare — столько-то, wekka siaga — сколько раз?

### Наречия
- boja — завтра
- siwenni — вчера
- sodi — заранее
- tini — долго
- manennungtng — всегда
- rimunri — позади, назад. позже
- essoesso — каждый день
- essoewe — сегодня
- rilaleng — внутри, внутрь
- risaliweng — вне, вон
- riolo — впереди
- rioriolo — в давние времена
- kkuakuae, makkuakuae — теперь
- (ri)magaima — когда (о прошлом)
- (m)upanna — когда (о будущем)
- magapera — когда-то

### Числительные
От 1 до 10 — seua, dua, tellu, eppu, lima, enneng, pitu, arua, asera, pulo.
Сто — -ratu (1 сотня — seratu), 1000 — sebu, 10 000 — lassa, 100 000 — ketti, миллион — juta.
17 — seppulo pitu.
444 — patassebu eppadotu panappulo.
Порядковые числительные образуются префиксами MA и MAKKA.
Madua, makkadua — второй. Слово п е р в ы й образовано особо: mammulang (mariolo). Mula — начало, riolo — впереди.

### Прилагательные
Многие прилагательные имеют префиксы -ma, -ba.
- malampe — длинный
- matoa — старый
- maraja, maloppo — большой
- lolo — молодой
- malolo — младший
- pute, mapute — белый
- mariwawo — верхний
- uni — жёлтый
- uniuni — желтоватый
- kasi
- toneng

Степень сравнения и превосходства прилагательных образуется при помощи суффиксов -ang, -pong, — sing, -seng, при помощи конструкции si+слово2+na, и другими способами.
- malamperang — длиннее
- kasirang — беднее

po’betoa — самый большой
pommariawo, pongriwawo — самый верхний
sillampe — такой же длины
sillampelampe — примерно такой же длины
malampelampe — довольно длинный
sillampelampena — как можно длиннее

### Глаголы
У глаголов можно выделить основу и префиксы, которые меняют оттенки смысла глагола.
- -elliang — продавать, менять (основа), -elli — покупать (основа).

Производные:
- mmelliang -продавать (активная форма), rielliang — быть продаваемым, uelliang — быть продаваемым мной, uelliang — то же, но тобой (вами), taelliang — то же, но нами (Вами), kielliang — то же, но нами.
- mmelli — покупать (активная форма).

### Лексика
Отдельные слова:
aju — древесина, salo — река, arung — князь, tau — голова, tekken — палка, taemaegae — люди, народ, bola — дои, pobola — жить, населять, ana'- ребёнок, inolo — мать, saoraja — дворец, sao — дом, raja — большой, mata — глаз, mataesso — солнце, libukeng — остров, libulibukeng — островок, manu — курица, manumanu — птица, uae — вода, lopi — корабль, musu — война, pakkita — зрение, pareykalinga — слух, awa — низ, langi — небо, basa — язык, lipu mabela — далекая страна, wettu — время, saba — причина, pangngissengngeng — знание, наука, ellun (mega) — облако, ukkaju — овощи, kaliao — щит.
akisseng, isseng — знать, enka — имеется, lao -идти, уходить, mpere — давать, lari — бежать, luppe — прыгать, polei — приходить, belobelo — украшать, lollong — принадлежать, kenna — прикасатья, pakenna — надевать, akkita — видеть, arenkalinga — слышать, gau — делать, allopi — плавать на корабле.